# غورميتي (مسلسل 2008)
غورميتي (بالإيطالية: Gormiti) هو مسلسل رسوم متحركة إيطالي يتحدث عن جزيرة تتألف من 5 أجزاء، كل جزء هو عبارة عن قبيلة لعنصر من عناصر الطبيعة (النار، الماء، الهواء، الغابة، الأرض).

## قصة البرنامج
كان هناك جزيرة هي جزيرة غورم والتي تتألف من خمس قبائل، كل قبيلة كانت تعيش في سلام، وفي إحدى الأيام قرر سكان قبيلة النار السيطرة على كل الجزيرة، فقام سكان القبائل الأخرى بإرسال طلب نجدة إلى الأرض وذلك عبر سحلية تتكلم اسمها «برازل» وقد تم اختيار أربعة أولاد هم: توبي، لوكس، نيكولاس، جيسيكا ليكونوا حماة الطبيعة في جزيرة غورم.

## الشخصيات
1. 1 الخيرون

- توبي: فتى في ال12 عشر من العمر، أشقر الشعر، أزرق العينين، يحب المزاح والقيام بالمقالب، هو حامي عنصر الماء.
- نيكولاس: فتى في ال12 عشر من العمر هو شقيق «توبي»، لونه عينيه وشعره بني، يحب الدراسة كثيرا، هو حامي عنصر الأرض.
- لوكس: فتى في ال12 عشر من العمر، أسود الشعر، بني العينين، يحب الطبيعة والاعتناء بالنباتات، هو حامي عنصر الغابة.
- جيسيكا: فتاة في ال12عشر من العمر، شقراء الشعر، زرقاء العينين، تحب الموضة والجمال، هي حامي عنصر الهواء.
- برازل: سحلية خضراء يمكنها التكلم هي من أرسلت لطلب النجدة من الأرض.

1. 2 الأشرار

- ماغنيون: زعيم الأشرار وهو قائد سكان قبيلة النار يريد السيطرة على جزيرة غورم.
- لافيون: أحد الأشرار الذي يريدون السيطرة على جزيرة غورم لكنه ليس تابعا لـ«ماغنيون».

## الأصوات العربية

### نسخة الدبلجة الأردنية

#### الموسم الأول
- جهاد مناصرة - خضور
- لؤي مسلم
- رانيا فهد - جيسيكا
- زيد الخلايلة
- وفاء عبد الله
- أحمد الآغا - توبي

#### الموسم الثاني
- أحمد أبو سويلم - خضور
- رانيا فهد - جيسيكا
- زيد الخلايلة
- وفاء عبد الله
- أحمد الآغا - توبي
- محمد عمر

### نسخة الدبلجة السورية
- عادل أبو حسون - نوك
- إياس أبو غزالة - توبي
- رأفت بازو - لوكس
- فاتن عيدو - جيسيكا
- منصور السلطي
و
- يحيى الكفري
- أنجي اليوسف

## طاقم العمل

### نسخة الدبلجة الأردنية
- الترجمة: صبا حداد
- مونتاج ومكساج: عبد الكريم دياب
- المكساج والمونتاج: محمد أبو ليل
- الاشراف العام: فراس الحمود
- هندسة الصوت والكمبيوتر: فراس عودة

### نسخة الدبلجة السورية
- الإعداد: عمار شيخ جبر، طالب الرفاعي
- المراجعة: عماد عكر
- التدقيق اللغوي: رمضان أيوب
- الترجمة: سوزان شحادة
- المكساج: منار السمكري
- المونتاج: محمد القزة
- المتابعة المالية: محمد حسان مهنا، عبد القادر نبهان
- إدارة الإنتاج: رضوان حجازي
- إنتاج وتوزيع: CARTOON STAR (ماهر الحاج ويس)
- تنفيذ الدوبلاج: مركز الزهرة
- الإشراف الفني: سامر أبو عسلي

## وصلات خارجية
- غورميتي على موقع IMDb (الإنجليزية)
- غورميتي على موقع نتفليكس (الإنجليزية)
- غورميتي على موقع فيلمافينيتي (الإسبانية)
- غورميتي على موقع كينوبويسك (الروسية)
- غورميتي على موقع ألو سيني (الفرنسية)
- غورميتي على موقع قاعدة بيانات الفيلم (الإنجليزية)

http://www.spacetoon.com

http://mbc3.mbc.net

## التصنيف
خيال - برامج أبطال خارقين - مغامرة - إثارة - تشويق